# Фетица
Фетица (на гръцки: Πολλά Νερά, Пола Нера, до 1926 година Φέτσιστα, Фециста или Φέτιτσα, Фетица) е село в Република Гърция, област Централна Македония, дем Негуш (Науса).

## География
Селото е разположено на 150 m надморска височина в областта Сланица в североизточните склонове на планината Каракамен (Вермио). Отдалечено е на 12 km северно от град Негуш (Науса) и 26 km северно от град Бер (Верия).

## История

### В Османската империя
Според гръцки източници в края на XVIII век жителите на селото говорят „славомакедонски“.
До Негушкото въстание от 1821 година Фетица е българско село, но след опожаряването му във въстанието е изоставено и използвано от власи пастири. По данни на секретаря на Българската екзархия Димитър Мишев в 1905 година („La Macédoine et sa Population Chrétienne“) година във Фетища има 24 власи.

### В Гърция
В 1912 година през Балканската война в селото влизат гръцки войски, а след Междусъюзническата война в 1913 година Фетица остава в Гърция. Данните от гръцките преброявания показват големи вариации, тъй като част от тях са правени през зимата, когато власите зимуват в полето. Боривое Милоевич пише в 1921 година („Южна Македония“), че Фетица има 50 къщи власи християни.
В 1924 година в селото са заселени 78 понтийски гърци бежанци от Турция от околността на град Севастия. В 1928 година Фетица е бежанско селище с 33 бежански семейства и 82 жители бежанци.
През зимата на 1944 година селото е опожарено от германските окупационни войски, а жителите му са разселени.
| Година    | 1913 | 1920 | 1928 | 1940 | 1951 | 1961 | 1971 | 1981 | 1991 | 2001 | 2011 | 2021 |
| --------- | ---- | ---- | ---- | ---- | ---- | ---- | ---- | ---- | ---- | ---- | ---- | ---- |
| Население | 514  |      | 340  | 208  | 217  | 254  | 169  | 185  | 163  | 154  | 139  | 119  |